# Sunrise: A Song of Two Humans
Sunrise: A Song of Two Humans, også kendt som Sunrise, er en amerikansk stumfilm fra 1927, instrueret af den tyske filminstruktør F. W. Murnau. Filmen byggede på Hermann Sudermanns novelle "Die Reise nach Tilsit".
Filmen er den eneste nogensinde der har vundet en Oscar for bedste Unikke og kunstneriske produktion. Filmens originale negativer blev ødelagt i en nitratbrand i 1937. Der blev fremstillet nye negativer efter en overlevende kopi. 

## Handling
En kvinde fra byen (Margaret Livingston) tager på sommerferie på landet. Her møder hun manden (George O'Brien) og konen (Janet Gaynor), der bor med deres lille barn, på en gård tæt på den by kvinden bor i. Kvinden og manden starter en affære. Kvinden vil gerne have, at manden sælger sin gård og flytter med hende tilbage til byen. Manden spørger, hvad han skal gøre med konen, og kvinden foreslår, at han drukner hende i floden. 
Konen fatter ikke mistanke, og dagen efter tager hun og manden på udflugt. De ror tværs over floden, og konen begynder at få mistanke til manden. Midt på floden prøver manden at tage sig sammen til at smide konen over bord, men kan ikke få sig selv til det og ror derfor ind til land. Konen stikker af, og manden prøver at følge efter hende, for at fortælle hende, at hun ikke skal være bange for ham. Konen flygter ind i en trolleybus, men manden når også at hoppe på. Trolleybussen ender med at stoppe i byen, hvor de to står af. Konen begynder at få tillid til manden igen, og sammen oplever de en del i byen, inden de tager trolleybussen hjem igen.
Da de skal ro tilbage over floden, bliver det stormvejr og båden kæntrer. Manden vågner på en klippe, og kan ikke finde sin kone. Han får landsbybeboerne til at hjælpe sig med at lede efter hende. Kvinden fra byen ser med på afstand, og er sikker på, at deres plan om at slå konen ihjel er lykkedes. Da manden ser hende, bliver han oprevet, og prøver at kvæle hende, men han slipper hende, da en stuepige fortæller ham, at hans kone er blevet fundet i live. 
Kvinden fra byen forlader landsbyen, og filmen slutter med, at manden og konen kysser, hvorefter der klippes over til en solopgang.

## Modtagelse
Mordaunt Hall fra The New York Times roste filmen højt, og kaldte den "et filmmesterværk". Time Magazine skrev, at filmen havde en "mager historie" og "formår at forblive søvndyssende på en lang aften".  Filmen ligger på en tredjeplads på listen over de 100 bedste stumfilm.

### Priser og nomineringer
Oscar:
- Bedste unikke og kunstneriske produktion (1928/29, vinder)
- Bedste Kvindelige Hovedrolle (Janet Gaynor, vinder)
- Bedste Fotografering (Charles Rosher og Karl Struss, vinder)
- Bedste Scenografi (Rochus Gliese, nomineret)